# 约翰·卡什曼
约翰·卡什曼（英語：John Cashman，1972年7月13日—），美国男子赛艇运动员。他曾代表美国参加世界赛艇锦标赛，获得二枚金牌、一枚银牌和二枚铜牌，均来自男子轻量级八人单桨有舵手项目。